# Cam Girl
Cam Girl è un film italiano del 2014 diretto da Mirca Viola.

## Trama
Torino. Alice ha un contratto da stagista presso un'azienda a cui offre un'idea di marketing per San Valentino, ma questi la usano senza poi assumerla a tempo indeterminato, contro le sue speranze.
Parlando con la sua amica Rossella, che lavora come cam girl, Alice scopre che i suoi guadagni sono molto alti, così decide di aprire un sito di cam girl nuovo coinvolgendo Martina, promessa del basket, Gilda, cameriera insicura e Rossella stessa, determinata e esperta. Alice mette in guardia le ragazze nel non incontrare mai i clienti di persona per i pericoli che potrebbero incorrere.
Il progetto non è tuttavia così semplice da attuare: coinvolto Giovanni, grafico e pubblicitario, scopre che i costi pubblicitari salgono molto per poter competere con gli altri siti di cam girl, inoltre attività del genere sono illegali in Italia poiché considerati sfruttamento della prostituzione, anche se la polizia postale controlla poco. Alice è costretta a fondare una società off-shore a cui intestare il sito e a investire molto denaro in pubblicità: questo denaro le viene offerto da Rossella, la quale convince anche altre sue amiche cam girl a passare al sito di Alice, che quindi ha un'impennata. Tutte le ragazze vanno a vivere in un appartamento dove lavorano al PC.
Gilda decide di regalare al ragazzo, meccanico, una parte dei suoi guadagni, inventandosi di averli vinti con il poker online. Il ragazzo s'insospettisce, scopre che lei non lavora più come cameriera e chiede spiegazioni, dopo le quali la lascia.
All'impennata segue una fase di calo: Giovanni convince Alice a reinvestire il denaro guadagnato in un'app apposita. Le ragazze, scoperto di poter lavorare di meno per riuscire a guadagnare comunque abbastanza, vivacchiano nell'appartamento, rimanendo online pochissimo: a causa di ciò i clienti, non trovando mai le ragazze online, abbandonano il sito. Di conseguenza Alice guadagna di meno ed è costretta ad abbassare le percentuali di guadagno delle ragazze, sempre dietro suggerimento di Giovanni, arrivando poi a congelarle. Le ragazze se ne vanno dall'appartamento, lasciando le quattro protagoniste da sole.
Martina esce dal giro venendo acquistata come giocatrice da una società sportiva straniera. Rossella incontra un cliente che l'aveva particolarmente colpita, che la presenta alla famiglia e la porta in viaggio a Roma. Tuttavia questi si dimostra una persona falsa poiché taglia completamente i ponti e sparisce dalla sua vita. Rossella mantiene comunque il contatto con un parente di questi, che la presenta per un programma televisivo.
Giovanni abbandona il progetto per un'altra società: il sito non ha più la pubblicità di cui necessita e cala ulteriormente di visualizzazioni.
Gilda provoca pesantemente un cliente concittadino, che si ossessiona a lei diventando assiduo frequentatore; questi pretende di essere da solo con lei in chat e di essere il suo unico cliente. Verso la fine della vicenda, proprio costui la trova impegnata con un cliente reale in un club privé nel quale Gilda si era lasciata convincere a lavorare dalle altre ragazze e si arrabbia con lei arrivando a ucciderla strangolandola per poi fuggire.
Tre mesi dopo, Alice, all'ennesimo colloquio, si trova di fronte alla domanda su quale fosse la sua precedente occupazione, ma non riesce a rispondere poiché oppressa dal ricordo dell'appartamento vuoto. Viene fatto intendere che, con la morte di Gilda, tutto il progetto sia saltato.

## Produzione
La realizzazione del film è stata annunciata dalla Film Commission Torino Piemonte nel 2013 tramite il loro sito. Di fatto il film è stato girato nella città di Torino con il sostegno della Film Commission Torino Piemonte.

## Promozione
Il 26 marzo 2014 vengono diffusi la locandina del film ed il trailer sul sito di ComingSoon.

## Distribuzione
Il film è stato distribuito nelle sale cinematografiche italiane a partire dal 22 maggio 2014.